# Giovanni Battista Stefaneschi
Giovanni Battista Stefaneschi (Ronta, 1582 – Venezia, 31 ottobre 1659) è stato un pittore e presbitero italiano.

## Biografia
Pittore dell'epoca barocca, nativo nel Mugello, veniva chiamato l'Eremita di Monte Senario, poiché aveva preso i voti e viveva nel santuario di Monte Senario, sulla collina omonima, a nord di Firenze, nel comune di Vaglia. È considerato il rinnovatore della miniatura nel Seicento ed è stato anche definito "il Beato Angelico dei Servi di Maria". Il suo primo biografo è stato il Baldinucci.

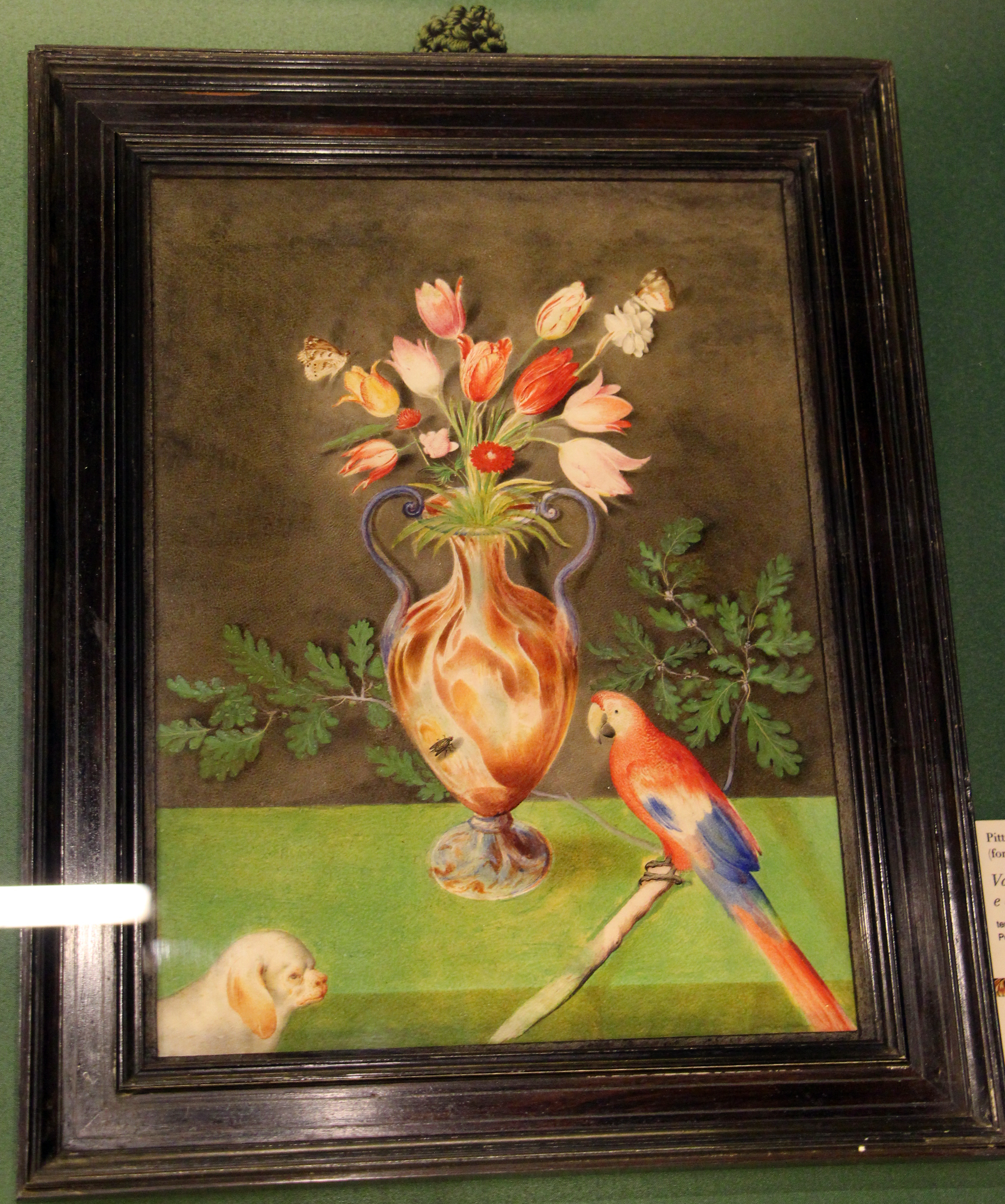
Giovan Battista Stefaneschi (attr.), Vaso in pietre dure con fiori, pappagallo e cagnolino

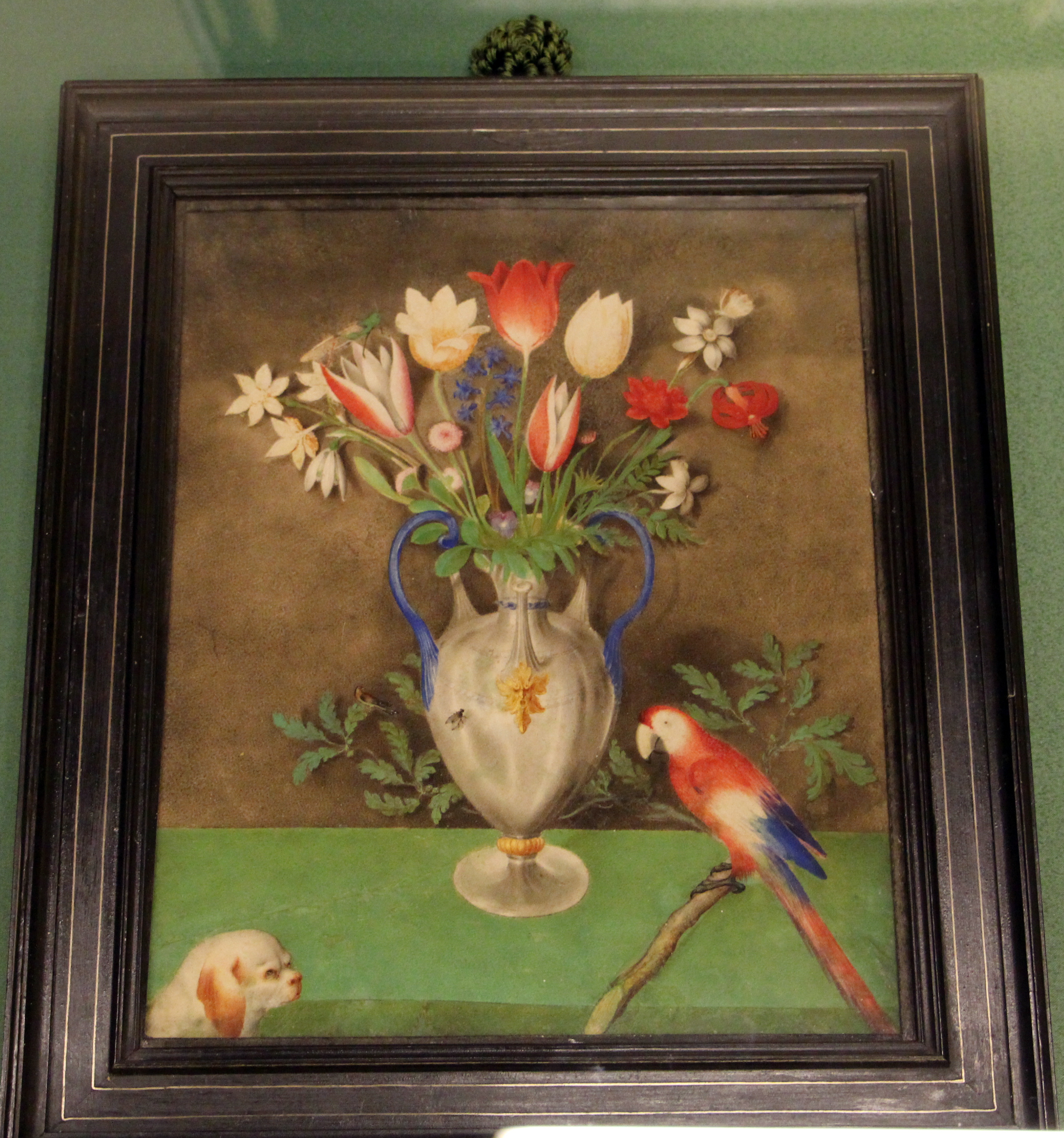
Giovanni Battista Stefaneschi (attr.), Vaso con mascherone, tulipani, fiori di campo, pappagallo e cagnolino

Figlio di Francesco, muratore, Melchiorre Stefaneschi a 22 anni entrò nell'ordine dei Servi di Maria, mutò il nome in Giovanni Battista e il 1º gennaio 1606 fu ordinato sacerdote.
Fra Giovanni Battista Stefaneschi non sapeva nulla dell'arte della pittura e seguì gli insegnamenti del pittore fiorentino Andrea Commodi. Lavorò poi per abbellire i conventi dei serviti e fu apprezzato dal granduca di Toscana Ferdinando II de' Medici, per il quale eseguì riproduzioni in miniatura di opere di famosi artisti: tra queste La disputa della Trinità di Andrea del Sarto, Adorazione dei pastori di Tiziano Vecellio, San Giovannino di Raffaello Sanzio e la Madonna adorante il Bambino di Correggio, miniature conservate nella Galleria degli Uffizi. Subì l'influenza di Jacopo Ligozzi e di Pietro da Cortona.
Un suo autoritratto in età avanzata si conserva alla Galleria degli Uffizi e proviene dalla collezione del cardinale Leopoldo de' Medici. A Firenze, nella Basilica della Santissima Annunziata ci sono due suoi dipinti: il Salvatore e la Vergine. Nel Convento annesso alla basilica di Santa Maria dei Servi, a Bologna, vi sono: il David,, la Santa Cecilia - già attribuiti al pittore bolognese Alessandro Tiarini - e le Nozze di Cana. Il Cenacolo, dipinto ad olio e che si trova nel Convento annesso alla chiesa di Santa Maria dei Servi, a Ferrara, potrebbe essere opera sua. Altre opere gli sono state recentemente attribuite.
A Venezia, dove Giovanni Battista Stefaneschi era andato ad aprire un eremo dei Servi di Maria, lo colse la morte. Un suo allievo è stato il frate cappuccino genovese Ippolito Galantini (1627-1706).